# Ijoukak
Ijoukak (franska: Ijoukak (CR), Ijoukak (Commune Rurale), arabiska: اغيل) är en kommun i Marocko.   Den ligger i provinsen Al Haouz och regionen Marrakech-Safi, i den centrala delen av landet, 400 km söder om huvudstaden Rabat. Antalet invånare är 6 641.